# قائمة الطائرات الضخمة

مقارنة بين حجم أكبر أربع طائرات الأنتونوف إيه إن-225(الأخضر)، والإتش-4 هيركوليز (ذهبى)، بوينغ 747-8 (أزرق)، والإيرباص إيه380-800 (زهري).

هذه هي قائمة الطائرات الضخمة وتاريخ أول طيران لكل منهم وملاحظات عن بعضهم:

## ثابتة الجناح

### طائرات مدنية
| اسم الطائرة              | أول طيران      | ملاحظة                                                                  |
| ------------------------ | -------------- | ----------------------------------------------------------------------- |
| أنتونوف أن-225           | 21 ديسمبر 1988 | أثقل وأضخم طائرة بالعالم (أقصى وزن عند الإقلاع هو 600 طن)               |
| إيرباص إيه 380           | 27 أبريل 2005  | أضخم طائرة ككتلة واحدة وأكثر سعة ركاب بالعالم.                          |
| سوبر جوبي Super Guppy    | 31 أغسطس 1965  | طائرة شحن مكونة بالأصل من طائرة بوينغ 377                               |
| إيرباص إيه 330-300       | 2 نوفمبر 1992  |                                                                         |
| إيرباص إيه 340-600       | 25 أكتوبر 1991 |                                                                         |
| إيرباص بولقا             | 13 سبتمبر 1994 | البديل لسوبر جوبي بالأصل هي طائرة إيرباص 300-600.                       |
| أنتونوف أن-70            | 16 ديسمبر 1994 | أول طائرة نقل عملاقة تستخدم محركات مروحية ذات دسر.                      |
| أن 124                   | 24 ديسمبر 1982 | ثاني أضخم طائرة بالحجم في العالم                                        |
| انتونوف إيه إن - 22      | 27 فبراير 1965 | أضخم طائرة بالعالم تستخدم محرك مروحة توربينية                           |
| بوينغ 314 Clipper        | 7 يونيو 1938   | أحد أضخم طائرات المائية                                                 |
| بوينغ 377 Stratocruiser  | 8 July 1947    | طائرة ركاب ذات محركات مروحية ضخمة وهي صورة من طائرة بي 50 قاذفة القنابل |
| بوينغ 747                | 9 فبراير 1969  | أضخم طائرة بالعالم لفترة 35 سنة                                         |
| بوينغ 747-400 إل سي إف   | 9 سبتمبر 2006  | ذات حجم هائل لنقل قطع 787(65,000 قدم مكعب)                              |
| بوينغ 767                | 26 سبتمبر 1981 |                                                                         |
| بوينغ 777                | 12 يونيو 1994  | أضخم طائرة ذات المحركين                                                 |
| بوينغ حاملة مكوك الفضاء  | 1976           | مقتبسة من طائرة 747، وتستخدم لنقل مكوك الفضاء                           |
| بريستول برابازون         | 4 سبتمبرم 1949 | طائرة ركاب ضخمة, حجمها مقارب لحجم البوينغ 747                           |
| إليوشن إي أل-86          | 22 ديسمبر 1976 | أول طائرة ذات الحجم العريض أنتجت بالإتحاد السوفييتي.                    |
| إليوشن إي أل-96          | 28 سبتمبر 1988 |                                                                         |
| جنكيرز G.38              | 1929           |                                                                         |
| لوكهيد إل-1011 تراي ستار | 16 نوفمبر 1970 |                                                                         |
| ماكدونل دوغلاس دي سي-10  | 29 أغسطس 1970  |                                                                         |
| Saunders-Roe Princess    | 22 أغسطس 1952  | إحدى أضخم الطائرات المائية بالتاريخ                                     |
| توبوليف تو-114           | 15 نوفمبر 1957 | خاصة للركاب ومشتقة من Tu-95 قاذفة القنابل                               |

### طائرات عسكرية
| الطائرة                        | أول طيران      | ملاحظات                                                                     |
| ------------------------------ | -------------- | --------------------------------------------------------------------------- |
| بلوم + فوس بي في 222           | 7 سبتمبر 1940  |                                                                             |
| بلوم + فوس بي في 238           | 11 مارس 1944   | أثقل طائرة في الحرب العالمية الثانية.                                       |
| بوينغ بي 29                    | 21 سبتمبر 1942 | واحدة من أكبر الطائرات في الحرب العالمية الثانية                            |
| بوينغ بي 52                    | 15 إبريل 1952  | قاذفة قنابل إستراتيجية استخدمت حتى الآن على مدار 50 عام.                    |
| بوينغ سي 17 جلوب ماستر الثالثة | 15 سبتمبر 1991 |                                                                             |
| بوينغ إيه 6 ميركوري            | فراير 1987     | اشتقاق عسكري من بوينغ 707 وتستخدم في مجال الاتصالات.                        |
| سي أيه إن تي زي 511            | أكتوير 1940    |                                                                             |
| بي 36 بيس ماكر                 | 8 أغسطس 1946   | أول قاذفة قنابل إستراتيجية عابرة للقارات.                                   |
| إكس سي 99                      | 23 نوفمبر 1947 | طورت من بي 26 بيس ماكر                                                      |
| دو إكس                         | 12 يوليو 1929  | كانت أكبر طائرة مائية في العالم عند أول طيران لها.                          |
| دوغلاس سي 124                  | 27 نوفمبر 1949 |                                                                             |
| دوغلاس سي 133 كارقو ماستر      | 1956           |                                                                             |
| هاندلى بادج في/1500            | 1918           | أكبر قاذفة قنابل إستراتيجية قدمت في أواخر الحرب العالمية الأولي.            |
| كوانيشي إتش 8 كا               | يناير 1941     | أكبر طائرة يابانية في الحرب العالمية الثانية.                               |
| لوكهيد سي 130 هيركوليز         | 23 أغسطس 1954  |                                                                             |
| لوكهيد سي-141 ستارليفتر        | 1963           |                                                                             |
| لوكهيد لوكهيد سي5 غلاكسي       | 30 يوليو 1968  | أكبر طائرة نقل عسكري أمريكية وواحدة من أكبر طائرات النقل العسكري في العالم. |
| لوكهيد آر 6 في كونستيت يوشن    | 9 نوفمبر 1946  | أكبر طائرة بجناح ثابت في البحرية الأمريكية.                                 |
| لوكهيد إس آر 71 بلاك بيرد      | 22 ديسمبر 1964 |                                                                             |
| دوغلاس كا سي 10                | 1981           | مشتقة من الطائرة دى سي 10.                                                  |
| مارتن جيه آر أم مارز           | 1941           | أكبر طائرة مائية في العالم دخلت مرحلة الإنتاج.                              |
| إم إي 323                      | 1941           | أكبر طائرة نقل في الحرب العالمية الثانية.                                   |
| في إم تي أتلانت                | 1981           | مشتقة من الطائرة إم 4.                                                      |
| بي 2 سبيرت                     | 17 يوليو 1989  | أكبر قاذقة إستراتيجية.                                                      |
| نورث روب واي بي 35             | يونيو 1946     | أول قاذفة قنابل حققت مبدأ "الجناح الطائر"                                   |
| نورث روب واي بي 49             | 21 أكتوبر 1948 | نسخة نفاثة من نورث روب واي بي 35                                            |
| توبوليف إيه إن تي 20           | 1934           | أكبر طائرة في الثلاثينيات، أستخدمها الإتحاد السوفيتي في استعراض قوتها.      |
| توبوليف 95                     | 12 نوفمبر 1952 | أطول طائرة توبوليف.                                                         |
| توبوليف 160                    | 18 ديسمبر 1981 | أثقل طائرة قتاليه بنيت.                                                     |
| زيبيلين ستآكين آر السادسة      | 1916           | أكبر طائرة تكون سرب جوي في الحرب العالمية الأولي.                           |

### طيران تجريبي أو ذو أغراض خاصة
| الطائرة           | أول طيران      | ملاحظات                                                |
| ----------------- | -------------- | ------------------------------------------------------ |
| بيريف 2500        | 1980           | ستكون أكبر طائرة حلقت، بدأ تصنيعها في الثمانينات.      |
| بوينغ 15          | 15 أكتوبر 1937 |                                                        |
| بوينغ 747-8       |                | أطول طائرة نقل ركاب.                                   |
| بوينغ بيليكان     |                | فكرة فقط.                                              |
| كابروني 60        | 4 مارس 1921    | تصميم ذو 3 أجنحة ودمر في أول طيران.                    |
| دوغلاس 19         | 27 يونيو 1941  |                                                        |
| إتش-4 هيركوليز    | 2 نوفمبر 1947  | أكبر طائرة مائية بنيت وأعرض طائرة في العالم.           |
| جانكيرز 488       | 1944           | قاذفة قنابل، لم تحلق من قبل.                           |
| جانكيرز 390       | 20 أكتوبر 1943 |                                                        |
| ناكاجيما جي 10 إن | 1943           | قاذفة قنابل بعيدة المدى، لم تحلق من قبل.               |
| إكس بي 70         | 21 سبتمبر 1964 | قاذفة قنابل قادرة على التحليق بثلاثة أضعاف سرعة الصوت. |
| سكاي لون          |                | فكرة طائرة هيدروجينية.                                 |
| إيه 2             |                | فكرة فقط.                                              |

- للتصاميم التي لم تحلق حتى الآن يستخدم تاريخ تصميمها أو فكرتها كتاريخ أول طيران.

## مروحيات أو ذوات الأجنحة المتحركة
| الطائرة               | أول طيران      | ملاحظات                                               |
| --------------------- | -------------- | ----------------------------------------------------- |
| شينوك                 | 21 سبتمبر 1961 | طائرة مروحية عسكرية للنقل الثقيل، أنتجت بأعداد كبيرة. |
| فارى روتودين          | 6 نوفمبر 1957  | نسخة تجريبية فقط.                                     |
| إتش-17                | 1952           | مروحية نقل ثقيل ذات أكبر مروحة.                       |
| إم أي 6               | يوليو 1957     | مروحية نقل ثقيل أنتجت بأعداد كبيرة.                   |
| إم أي 12              | 10 يوليو 1968  | أكبر مروحية صنعت.                                     |
| إم أى 26              | 14 ديسمبر 1977 | أثقل وأقوى مروحية أنتجت.                              |
| إس 64                 | 9 مايو 1962    |                                                       |
| سي إتش-53 سي ستاليون  | 1981           | أكبر مروحية خدمت في القوات المسلحة الأمريكية.         |
| ويست لاند ويست مونستر | 15 يونيو 1958  | نسخة تجريبة بريطانية.                                 |